# Rameau tonsillaire de l'artère faciale
Le rameau tonsillaire de l'artère faciale est une artère systémique paire de la tête. Il vascularise la tonsille palatine.

## Origine
Le rameau tonsillaire nait de l'artère faciale, mais il peut également naître de l'artère palatine ascendante.

## Trajet
Le rameau tonsillaire de l'artère faciale monte entre le muscle ptérygoïdien médial et le muscle stylo-glosse. En atteignant le bord supérieur de ce dernier, le rameau pénètre dans le muscle constricteur supérieur du pharynx pour entrer dans le pharynx et atteindre la tonsille palatine. L'artère se ramifie ensuite dans la tonsille et dans la musculature de la racine de la langue.